# Synagoge (Jurbarkas)

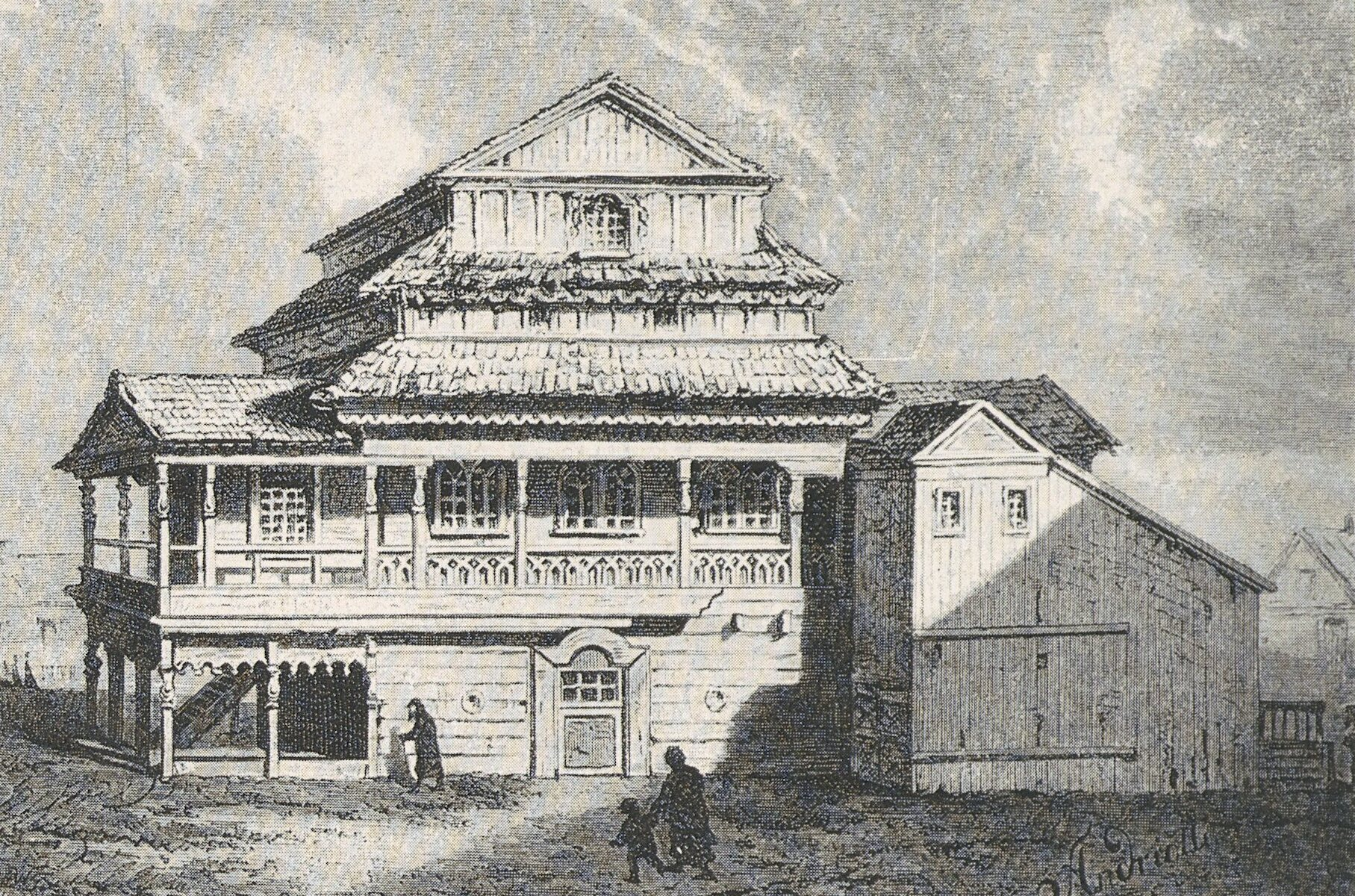
Synagoge in Jurbarkas; Zeichnung von Michał Elwiro Andriolli, 1872

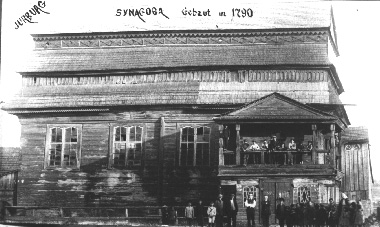
Ansichtskarte, um 1926

Die Synagoge in Jurbarkas (Georgenburg), einer Rajongemeinde im Südwesten von Litauen, wurde um 1790 errichtet. Die Synagoge war aus Holz, im Stil der Region, erbaut.
Nach der deutschen Besetzung im Sommer 1941 wurde die jüdische Bevölkerung von den Besatzern und litauischen Nationalisten umgebracht bzw. zur Zwangsarbeit herangezogen. Vor ihrer Ermordung waren die Juden noch gezwungen worden, ihre Synagoge niederzureißen.